# Alois Löser
Alois Löser (ur. 11 czerwca 1954 w Ehingen am Ries) – niemiecki katolik, przeor ekumenicznej Wspólnoty Taizé.

## Życiorys
Jest katolikiem, jego rodzice pochodzili z obszaru Sudetów. Młodość spędził w Stuttgartie, w lokalnej parafii św. Mikołaja był ministrantem i liderem grupy młodzieżowej.
W 1970 przyjechał pierwszy raz do Taizé. Przez rok był tam wolontariuszem (1973-1974), do wspólnoty wstąpił 1 listopada 1974, śluby wieczyste złożył 6 sierpnia 1978. W kolejnych latach towarzyszył młodym przyjeżdżającym do wspólnoty, koordynował organizację spotkań europejskich, zajmował się tez komponowaniem śpiewów, przygotował śpiewnik Modlitwy na każdy dzień. Już przed 1989 odwiedzał wielokrotnie kraje Europy wschodniej. Od 1984 posiada obywatelstwo francuskie.
W 1998 brat Roger wskazał go zgodnie z regułą wspólnoty jako swojego następcę, w styczniu 2005 ogłosił zaś, że przejmie on w ciągu roku obowiązki przeora. Stało się to w sierpniu 2005 po tragicznej śmierci brata Rogera.
Uczestniczył jako gość w XII Zwyczajnym Zgromadzeniu Ogólnym Synodu Biskupów poświęconym Słowu Bożemu w życiu i misji Kościoła, XIII Zwyczajnym Zgromadzeniu Ogólnym Synodu Biskupów poświęconym nowej ewangelizacji, XV Zwyczajnym Zgromadzeniu Ogólnym Synodu Biskupów poświęconym młodzieży i XVI Zwyczajnym Zgromadzeniu Ogólnym Synodu Biskupów poświęconym synodalności.
2 grudnia 2023 ustąpił ze stanowiska przeora, a zastąpił go brat Matthew (imię świeckie Andrew) Thorpe.

## Publikacje
Po polsku ukazały się dwie jego książki Bóg przyjmuje wszystkich. Brat Alois z Taizé odpowiada na pytania młodzieży (wyd. św. Wojciecha, Poznań 2009 - rozmowę przeprowadził Dariusz Madejczyk) oraz Nowe więzy solidarności. Taizé dzisiaj. Rozmowy z Marco Roncallim (wyd. Bernardinum, Pelplin 2015)